# 캐나다의 배우 목록
아래는 캐나다의 배우 목록이다.

## 가
- 뮤엘 길폴

## 다
- 디아나 더빈

## 라
- 수잔 로이드

## 마
- 마가렛 매더
- 클라라 모리스

## 바
- 마가렛 배너 만

## 사
- 알렉시스 스미스

## 아
- 릴리안 엘리엇
- 패트리샤 오웬스

## 카
- 파니에 카우프만
- 조세핀 크롤

## 파
- 다이안 포스터